# Biatlo nos Jogos Paralímpicos de Inverno de 2018 - 12,5 km feminino
As provas de 12,5 km feminino do biatlo nos Jogos Paralímpicos de Inverno de 2018 foram disputadas no Centro de Biatlo Alpensia, em Daegwallyeong-myeon, Pyeongchang, em 16 de março.

## Medalhistas
| Medalha | Atletas sentados      | Atletas em pé             | Deficientes visuais                           |
| ------- | --------------------- | ------------------------- | --------------------------------------------- |
| Ouro    | GER Andrea Eskau      | NPA Anna Milenina         | NPA Mikhalina Lysova / Alexey Ivanov (guia)   |
| Prata   | USA Oksana Masters    | NPA Ekaterina Rumyantseva | UKR Oksana Shyshkova / Vitaliy Kazakov (guia) |
| Bronze  | BLR Lidziya Hrafeyeva | CAN Brittany Hudak        | GER Clara Klug / Martin Hartl (guia)          |

## Resultados

### Atletas sentados
| Pos. | Bib | Atleta                   | Penalidades  | Tempo real | Tempo calculado | Resultado | Diferença |
| ---- | --- | ------------------------ | ------------ | ---------- | --------------- | --------- | --------- |
| 01 ! | 14  | GER Andrea Eskau         | 0 (0+0+0+0)  | 52:51.5    | 49:41.2         | 49:41.2   | —         |
| 02 ! | 15  | USA Oksana Masters       | 0 (0+0+0+0)  | 50:00.0    | 50:00.0         | 50:00.0   | +18.8     |
| 03 ! | 10  | BLR Lidziya Hrafeyeva    | 1 (0+1+0+0)  | 49:57.0    | 49:57.0         | 50:57.0   | +1:15.8   |
| 4    | 9   | NPA Natalia Kocherova    | 1 (0+0+1+0)  | 50:53.1    | 50:53.1         | 51:53.1   | +2:11.9   |
| 5    | 12  | NPA Irina Gulyayeva      | 3 (0+2+1+0)  | 49:15.5    | 49:15.5         | 52:15.5   | +2:34.3   |
| 6    | 11  | NPA Marta Zaynullina     | 6 (1+1+2+2)  | 49:39.6    | 49:39.6         | 55:39.6   | +5:58.4   |
| 7    | 7   | NPA Maria Iovleva        | 5 (2+1+1+1)  | 52:12.2    | 52:12.2         | 57:12.2   | +7:31.0   |
| 8    | 8   | USA Kendall Gretsch      | 7 (1+0+2+4)  | 52:59.2    | 50:52.0         | 57:52.0   | +8:10.8   |
| 9    | 13  | GER Anja Wicker          | 3 (0+0+3+0)  | 1:01:23.3  | 55:15.0         | 58:15.0   | +8:33.8   |
| 10   | 6   | NPA Akzhana Abdikarimova | 4 (0+1+2+1)  | 1:02:50.9  | 56:33.8         | 1:00:33.8 | +10:52.6  |
| 11   | 4   | KOR Lee Do-yeon          | 5 (3+1+0+1)  | 57:27.3    | 57:27.3         | 1:02:27.3 | +12:46.1  |
| 12   | 2   | CHN Chu Beibei           | 8 (2+4+1+1)  | 54:30.9    | 54:30.9         | 1:02:30.9 | +12:49.7  |
| 13   | 3   | JPN Nonno Nitta          | 1 (0+0+1+0)  | 1:12:01.1  | 1:04:49.0       | 1:05:49.0 | +16:07.8  |
| 14   | 5   | FIN Sini Pyy             | 7 (2+1+2+2)  | 1:03:24.1  | 59:35.9         | 1:06:35.9 | +16:54.7  |
| 15   | 1   | CHN Nan Yuyu             | 10 (2+2+3+3) | 1:01:06.6  | 57:26.6         | 1:07:26.6 | +17:45.4  |

### Atletas em pé
| Pos. | Bib | Atleta                      | Penalidades | Tempo real | Tempo calculado | Resultado | Diferença |
| ---- | --- | --------------------------- | ----------- | ---------- | --------------- | --------- | --------- |
| 01 ! | 50  | NPA Anna Milenina           | 2 (0+1+0+1) | 38:29.2    | 36:56.8         | 38:56.8   | —         |
| 02 ! | 52  | NPA Ekaterina Rumyantseva   | 2 (0+2+0+0) | 42:03.4    | 37:00.6         | 39:00.6   | +3.8      |
| 03 ! | 45  | CAN Brittany Hudak          | 0 (0+0+0+0) | 43:04.1    | 41:20.7         | 41:20.7   | +2:23.9   |
| 4    | 48  | UKR Iryna Bui               | 0 (0+0+0+0) | 43:07.9    | 41:24.4         | 41:24.4   | +2:27.6   |
| 5    | 47  | UKR Bohdana Konashuk        | 1 (0+0+0+1) | 43:11.1    | 41:27.5         | 42:27.5   | +3:30.7   |
| 6    | 43  | NPA Natalia Bratiuk         | 2 (1+0+0+1) | 42:50.7    | 41:07.9         | 43:07.9   | +4:11.1   |
| 7    | 44  | CAN Emily Young             | 2 (1+0+1+0) | 43:28.9    | 41:18.5         | 43:18.5   | +4:21.7   |
| 8    | 41  | NPA Yuliya Mikheeva         | 2 (0+1+0+1) | 45:28.6    | 43:39.5         | 45:39.5   | +6:42.7   |
| 9    | 46  | JPN Momoko Dekijima         | 5 (1+2+0+2) | 43:11.0    | 41:01.5         | 46:01.5   | +7:04.7   |
| 10   | 51  | UKR Liudmyla Liashenko      | 6 (3+3+0+0) | 41:51.9    | 40:11.4         | 46:11.4   | +7:14.6   |
| 11   | 49  | UKR Iuliia Batenkova-Bauman | 3 (1+0+2+0) | 45:35.1    | 43:18.3         | 46:18.3   | +7:21.5   |
| 12   | 42  | POL Iweta Faron             | 9 (4+1+2+2) | 43:57.4    | 42:11.9         | 51:11.9   | +12:15.1  |

### Deficientes visuais
| Pos. | Bib | Atleta                                   | País                             | Penalidades  | Tempo real | Tempo calculado | Resultado | Diferença |
| ---- | --- | ---------------------------------------- | -------------------------------- | ------------ | ---------- | --------------- | --------- | --------- |
| 01 ! | 105 | Mikhalina Lysova Guia: Alexey Ivanov     | NPA Atletas Paralímpicos Neutros | 0 (0+0+0+0)  | 38:05.5    | 37:42.6         | 37:42.6   | —         |
| 02 ! | 104 | Oksana Shyshkova Guia: Vitaliy Kazakov   | UKR Ucrânia                      | 1 (0+0+0+1)  | 39:55.0    | 39:31.1         | 40:31.1   | +2:48.5   |
| 03 ! | 103 | Clara Klug Guia: Martin Hartl            | GER Alemanha                     | 0 (0+0+0+0)  | 46:42.2    | 41:05.9         | 41:05.9   | +3:23.3   |
| 4    | 102 | Olha Prylutska Guia: Borys Babar         | UKR Ucrânia                      | 3 (2+1+0+0)  | 40:15.4    | 39:51.2         | 42:51.2   | +5:08.6   |
| 5    | 101 | Ekaterina Moshkovskaia Guia: Artem Norin | NPA Atletas Paralímpicos Neutros | 12 (3+3+4+2) | 44:48.4    | 44:21.5         | 56:21.5   | +18:38.9  |

Legenda
| Recorde mundial      | Recorde mundial (World record)               |                       | Recorde africano                      | Recorde africano (African) |                                           | Q | Classificado por posição (Qualified) |
| Recorde paralímpico  | Recorde paralímpico (Paralympic record)      | Recorde da América    | Recorde da América (Americas)         | q                          | Classificado por melhor tempo (Qualified) |   |                                      |
| Melhor marca do ano  | Melhor marca do ano (World leading)          | Recorde asiático      | Recorde asiático (Asian)              | DNS                        | Não largou (Did not start)                |   |                                      |
| Recorde nacional     | Recorde nacional (National record)           | Recorde europeu       | Recorde europeu (European)            | DNF                        | Não terminou (Did not finish)             |   |                                      |
| Recorde pessoal      | Recorde pessoal do atleta (Personal best)    | Recorde da Oceania    | Recorde da Oceania (Oceania)          | DSQ / DQ                   | Desclassificado (Disqualified)            |   |                                      |
| Recorde da temporada | Recorde da temporada do atleta (Season best) | Recorde sul-americano | Recorde sul-americano (South America) | NM                         | Sem marca (No mark)                       |   |                                      |